# Olimpija Sawynci
Olimpija Sawynci (ukr. Футбольний клуб «Олімпія» (Савинці), Futbolnyj Kłub "Olimpija" (Sawynci)) – ukraiński klub piłkarski, mający siedzibę we wsi Sawynci, w obwodzie połtawskim.

## Historia
Chronologia nazw:
- 1976: Bilszowyk Sawynci (ukr. «Більшовик» (Савинці))
- 1985: klub rozwiązano
- 2011: Olimpija Sawynci (ukr. «Олімпія» (Савинці))

Zespół piłkarski Bilszowyk został założony w miejscowości Sawynci w 1976 roku i prezentował miejscowy kołchoz "Bilszowyk". Ze względu na brak własnego boiska do piłki nożnej, które spełniałoby standardy lokalnych rozgrywek, drużyna rozgrywała mecze w sąsiedniej miejscowości - Zełeni Kuty. Była to jednostka strukturalna nazwanego kołchozu. Wraz z początkiem pierestrojki w 1985 roku ta drużyna piłkarska przestała istnieć na ćwierć wieku.
W 2011 roku klub został reaktywowany z nazwą Olimpija. W 2011 drużyna zajęła czwarte miejsce w mistrzostwach rejonu myrhorodzkiego. W 2013 debiutowała w mistrzostwach obwodu połtawskiego. W 2014, 2015, 2016, 2017 i 2018 roku zdobyła Puchar obwodu. W 2016, 2017, 2018 i 2019 roku została mistrzem obwodu. W 2020 zespół zwyciężył w Pucharze Ukrainy wśród amatorów.

## Barwy klubowe, strój
|  |  |

Klub ma barwy czarno-białe. Zawodnicy domowe spotkania zazwyczaj grają w czerwonych koszulkach, czerwonych spodenkach oraz czerwonych getrach.

## Sukcesy

### Trofea międzynarodowe
Nie uczestniczył w rozgrywkach europejskich (stan na 31-05-2020).

### Trofea krajowe
| \| \| Zdobyte trofea w rozgrywkach Ukrainy (stan na: 17-09-2020) \| |                                                            |      |          |
| Rozgrywki                                                           | Osiągnięcie                                                | Razy | Sezon(y) |
| · Mistrzostwo                                                       | I miejsce                                                  | 0    |          |
| · Mistrzostwo                                                       | II miejsce                                                 | 0    |          |
| · Mistrzostwo                                                       | III miejsce                                                | 0    |          |
| Puchar                                                              | zdobywca                                                   | 0    |          |
| Puchar                                                              | finalista                                                  | 0    |          |
| Puchar                                                              | 1/64 finału                                                | 1    | 2020/21  |
| II liga                                                             | I miejsce                                                  | 0    |          |
| II liga                                                             | II miejsce                                                 | 0    |          |
| II liga                                                             | III miejsce                                                | 0    |          |
| Ukraina                                                             | Zdobyte trofea w rozgrywkach Ukrainy (stan na: 17-09-2020) |      |          |

- Puchar Ukrainy wśród amatorów:
  - zdobywca (1x): 2019/20
- Mistrzostwa obwodu połtawskiego:
  - mistrz (4x): 2016, 2017, 2018, 2019
- Puchar obwodu połtawskiego:
  - zdobywca (5x): 2014, 2015, 2016, 2017, 2018

## Poszczególne sezony

### Rozgrywki międzynarodowe

#### Europejskie puchary
Nie uczestniczył w rozgrywkach europejskich.

### Rozgrywki krajowe
| \| Ukraina \| Bilans występów klubu w rozgrywkach piłkarskich Ukrainy (Stan na 17 września 2020 r.) \| \| |                                                                                       |        |       |   |   |   |    |    |     |       |        |        |      |
| Poziom | Rozgrywki                                                                             | Sezony | Mecze | Z | R | P | B+ | B– | Pkt | Lata  | Awanse | Spadki | Naj. |
| I | Wyszcza liha/Premier-liha                                                             | 0      |       |   |   |   |    |    |     |       | 0      | 0      |      |
| II | Persza liha                                                                           | 0      |       |   |   |   |    |    |     |       | 0      | 0      |      |
| III | Druha liha                                                                            | 0      |       |   |   |   |    |    |     |       | 0      | 0      |      |
| IV | Amatorska liha                                                                        | 0      |       |   |   |   |    |    |     |       | 0      | 0      |      |
| | Puchar Ukrainy                                                                        | 1      |       |   |   |   |    |    |     | 2020– | 0      | 0      | 1/64 |
| Ukraina                                                                                                   | Bilans występów klubu w rozgrywkach piłkarskich Ukrainy (Stan na 17 września 2020 r.) |        |       |   |   |   |    |    |     |       |        |        |      |

## Struktura klubu

### Stadion
Klub piłkarski rozgrywa swoje mecze domowe na stadionie Centralnym w Sawynciach o pojemności 500 widzów.

## Kibice i rywalizacja z innymi klubami

### Derby
- FK Myrhorod